# James Leonard Brierley Smith
James Leonard Brierley Smith (Graaff Reinet, 26 ottobre 1897 – 7 gennaio 1968) è stato un ittiologo sudafricano.
Fu il primo a identificare correttamente uno strano pesce catturato lungo le coste del Sudafrica come un celacanto, una specie ritenuta estinta da milioni di anni.

## I primi anni
Nato a Graaff Reinet, Smith ottenne la laurea in chimica presso l'Università del Capo di Buona Speranza nel 1916 e la laurea magistrale presso l'Università di Stellenbosch nel 1918. Smith si trasferì allora nel Regno Unito, dove si laureò all'Università di Cambridge nel 1922. Dopo essere tornato in Sudafrica fu nominato professore associato di chimica organica alla Rhodes University di Grahamstown. Qui conobbe la sua seconda moglie, Margaret Mary McDonald. Il suo interesse per l'ittiologia, comunque, era già sbocciato durante l'infanzia, durante una vacanza a Knysna.

## La scoperta del celacanto
Nel 1938 Smith venne informato da Marjorie Courtenay-Latimer, curatrice del Museo di East London, della scoperta di un insolito pesce non ancora identificato. Quando nel febbraio del 1939 giunse a East London, Smith identificò subito lo strano pesce come un celacanto, specie ritenuta estinta da più di 65 milioni di anni, e lo battezzò Latimeria in onore della Courtenay-Latimer. In seguito fu lui stesso ad organizzare la ricerca che 14 anni dopo portò alla cattura del secondo esemplare della specie.
Smith e la moglie Margaret lavorarono insieme alla stesura del celebre Sea Fishes of South Africa, pubblicato per la prima volta nel 1949 e aggiornato più volte fino al 1968. In quest'opera di oltre 500 pagine descrisse per la prima volta anche 370 nuove specie di pesci.

## La morte e l'eredità
Smith si uccise ingerendo del cianuro dopo una lunga malattia. La vedova Margaret fondò in suo onore l'Istituto di Ittiologia di Grahamstown. Suo figlio è il noto divulgatore scientifico televisivo e professore di matematica William Smith.